# Coppa Agostoni 2008
La Coppa Agostoni 2008, sessantaduesima edizione della corsa e valida come evento dell'UCI Europe Tour 2008 categoria 1.1, si svolse il 20 agosto 2008 su un percorso di 189 km. La vittoria fu appannaggio del tedesco Linus Gerdemann, che completò il percorso in 4h27'20", precedendo l'italiano Leonardo Bertagnolli e l'austriaco Christian Pfannberger.
Sul traguardo di Lissone 37 ciclisti, su 172 partiti dalla medesima località, portarono a termine la competizione.

## Ordine d'arrivo (Top 10)
| Pos. | Corridore             | Squadra         | Tempo    |
| ---- | --------------------- | --------------- | -------- |
| 1    | Linus Gerdemann       | Columbia        | 4h27'20" |
| 2    | Leonardo Bertagnolli  | Liquigas        | s.t.     |
| 3    | Christian Pfannberger | Team Barloworld | s.t.     |
| 4    | Francesco Reda        | NGC Medical     | a 8"     |
| 5    | Daniele Callegarin    | C. Calzatura    | s.t.     |
| 6    | Giovanni Visconti     | QuickStep       | s.t.     |
| 7    | Raffaele Ferrara      | LPR Brakes      | s.t.     |
| 8    | Massimiliano Maisto   | NGC Medical     | s.t.     |
| 9    | Massimo Giunti        | Miche           | s.t.     |
| 10   | Francesco Masciarelli | Acqua & Sapone  | s.t.     |